# Myra van Dijk
Myra van Dijk (of Myra, kriminologe)  is een Nederlandse krantenstrip van de Toonder Studio's, die werd geschreven en getekend door striptekenaar Georges Mazure. De strip gaat over de criminologe Myra van Dijk die in allerlei gevaarlijke avonturen belandt in binnen- en buitenland en met haar deductieve vermogen mysteries oplost.

## Publicatie
Myra van Dijk verscheen van 9 maart 1970 tot en met 26 februari 1972 dagelijks in het sociaaldemocratisch dagblad Het Vrije Volk. In totaal verschenen er negen verhalen. Het laatste verhaal was ongetiteld. Van 1983 t/m 1986 publiceerde uitgeverij Arboris de eerste zes verhalen in drie albums in de reeks Uit de Toonder Studio's.